# Recompilador binario
Un recompilador binario es un compilador que toma archivos binarios ejecutables como entrada, analiza su estructura, aplica transformaciones y optimizaciones y genera nuevos binarios ejecutables optimizados.
Gary Kildall estableció los cimientos de los conceptos de recompilación binaria con el desarrollo del transpilador de código ensamblador XLT86 en 1981.